# No Brain
No Brain (англ. Нет Мозга) -  южнокорейская панк-рок группа, участники  которой считаются одними из основателей корейской панк-сцены. Являясь первоначально частью корейского андеграундного панк-рок движения, известного как Chosun Punk, в последние годы группа достигла большого успех как в музыке так и в участии в кино и теле проектах. Название группы означает, что пришедшие на их концерты должны отбросить рациональное мышление.
No Brain сыграли более 3000 концертов в течение последних 15 лет, и на  широкой публике, и для молодых людей, которые ассоциируют себя с западной панк-рок культурой. Несмотря на то что группа достигла неплохого успеха, музыканты все ещё предпочитают играют на малогабаритных площадках, как это было в начале их карьеры.

## История
Сформированная в 1996 году в маленьком клубе в Hongdae (артистический район Сеула), группа No Brain стала одной из крупнейших рок-групп в Корее. Они входят в первое поколение инди-групп в Корее, наряду с Crying Nut.
Их первым альбомом стал сплит с группой Weeper, Our Nation Volume 2. Они также исполнили кавер песни "Lithium" группы Nirvana, на трибьют-альбоме Nirvana Smells Like Nirvana и несколько треков на  альбоме-компиляции корейского панка Here We Stand.
В 1999 году они оставили Drug Records , открыв собственный лейбл, Munwha Sagidan. Они издали только 5000 копий своего первого релиза, (ЕР) Youth 98, и все они были распроданы, тем самым обретя статус легендарной инди-группы в Корее.
В 2000 году басист Чжон Джехван (Jaehwan) оставил группу в связи с прохождением обязательной военной службы, но группа продолжила без него. В том же году, группа объявила себя анти-Со Тхэджи-группой и дала живой концерт, чтобы отметить это событие.
В апреле 2001 года группа выпускает кавер всего альбома Sex Pistols Never Mind The Bollocks Here's The Sex Pistols, получивший название Never Mind The Sex Pistols Here's The No Brain. Несколько месяцев спустя, группа выпустила альбом Viva No Brain. Затем группа выступила на фестивале 2001 Fuji Rock Festival в Японии. Группа создала небольшой международный инцидент, когда Ли Сенгву (Seongwoo), солист группы, разорвал японский военный императорский флаг во время пения корейского национального гимна.
Группа участвовала в записи одного трека к альбому посвященному  Чемпионату мира по футболу 2002 года. Группа также участвовала в туре по клубам в Корее и в турне по Японии. В том же году, Ча Сенгву (Seungwoo) покинул группу. Группа пригласила Джонга Минджуна (Jeong Minjun), ранее выступавшего в Real Sshang Noms и Samchung, и записала альбом Goodbye, Mary Poppins, который был выпущен в июне 2003 года.
В 2006 году они появились в фильме Звезда радио, сыграв гаражную группу "Ист-Ривер".
В 2007 году No Brain продали права на песню ""넌 내게 반했어" ("Ты влюблен(а) в меня"), для использования в президентской кампании Ли Мён Бака под названием "이번엔 이명박" ("На этот раз Ли Мён Бак"). Хотя No Brain не участвовали в президентской кампании Ли, они столкнулись с негативной реакцией фанатов. Реакция была особенно сильной, так как в 2005 году, будучи мэром Сеула, Ли призывал составить чёрный список независимых музыкантов.
В 2013 году они приняли участие в фестивале en:SXSW. Они гастролировали по Северной Америке в рамках тура Seoulsonic 2K13 финансируемого en:KOCCA, вместе с Goonam и Lowdown 30, выступая в штате Род-Айленд, в Нью-Йорке и Калифорнии, а также в Торонто на Канадской Неделе музыки (CMW). Их выступление на CMW был замечено продюсером Сеймуром Стайном. Группа пригласила его на свой следующий концерт в Бруклине. Шоу было задержано на два часа, и 71-летний Стайн заснул, и был разбужен перед самым началом концерта.  Группа подписала контракт со Стайном на выпуск альбома на Sire Records. Стайн посетил их концерт в Корее на Сеульской международной музыкальной ярмарке . Альбом, спродюсированный Джулиан Рэймонд, будет их первым альбомом на английском языке.
В том же году No Brain стали одними из хэдлайнеров на фестивале V-ROX во Владивостоке.

## Состав
- Bulldaegal – вокал
- VOVO – гитара
- BBogle – бас-гитара
- Hyoonga – ударные

## Дискография
- Here We Stand (Asian punk compilation) 1997, All System Fail
- Smells Like Nirvana 1997, Drug Records
- Our Nation 2 1998, Drug Records split with Weeper
- Youth 98 1999, Munwha Sagidan
- Songs for the Rioters 2000, Cujo/Munwha Sagidan/Pony Canyon Korea
- Never Mind the Sex Pistols. Here's the No Brain 2001, Cujo, Munwha Sagidan
- Viva No Brain 2001, Cujo/Munwha Sagidan
- Christmas Punk compilation, 2001, Cujo/Munwha Sagidan
- Munwha Sagidan Compilation 2002, Cujo/Munwha Sagidan
- Dreams Come True, compilation with Crying Nut, YB, etc 2002, Red Devils/Jave
- The Blue Hearts Super Tribute tribute compilation to Japanese band The Blue Hearts
- Goodbye, Mary Poppins 2003, Cujo
- Stand Up Again 2004, Rockstar Music
- Songs to be sung again 2005, Egg Music/Ministry of Patriots' & Veterans' Affairs
- Boys, Be Ambitious 2005, Rockstar Music
- Shout out, Korea! 2005, Rockstar Music
- That is Youth 2007, Rockstar Music
- Dragon Fighter 2007, Rockstar Music for the TV show Seoul Martial Arts.
- Absolutely Summer 2009, Rockstar Music
- We Wish You a Merry Christmas digital single, 2009, Rockstar Music
- Soldiers of Korea single for World Cup 2010, Rockstar Music
- High Tension 2011, Rockstar Music